# Теофіл (Леонтович)
Теофіль (Леонтович) (пом. 1639) — український церковний діяч, викладач, письменник-полеміст часів Речі Посполитої, ректор Більської та Люблінської братських шкіл.

## Життєпис
Про дату й місце народження немає відомостей. На початку XVII століття прийняв чернечий постриг. З 1620 по 1626 рік був представником Йова Борецького, митрополита Київського, Галицького, а також Ісаакія Борискевича, єпископа Луцького і Острозького, у Вільні й Любліні, де підтримував контакти з православними братствами.
У 1622—1626 роках та у 1629—1633 роках викладав у школі Віленського Святодухівського братства. 1626 року став у Любліні намісником Паїсія Іполитовича, єпископа Холмського і Белзького. У квітні 1627 року привіз з Вільна кілька сотень книжок. У 1627—1629 роках — настоятель православного Люблінського Преображенського собору, викладав у Люблінській братській школі. Наприкінці 1629 року під тиском католиків мусив виїхати.
Навесні 1633 року митрополит Київський Петро Могила призначив Леонтовича своїм намісником у Більську, де Богоявленське православне братство провадило боротьбу з уніатами за Богоявленський собор. Леонтович того ж року прибув до Більська. Тут він викладав у Більській братській школі, був її ректором. Завдяки йому рівень освіти в школі значно підвищився, що викликало великий інтерес до школи не лише у православних. Успішно протистояв настоятелю Богоявленської парафії, уніату Федору Якубовичу.
У 1634—1636 роках стає ректором Люблінської братської школи. У 1636 році прибув до Києва і вступив до Києво-Печерської лаври. Ймовірно, у той час став також викладачем Києво-Могилянської академії.

## Праці
Теофіл Леонтович є автором низки полемічних творів, а також щоденника, що охоплює події 1620—1638 роки. Уклав збірник листів митрополитів Йова Борецького та Петра Могили, переписаний пізніше Афанасієм Миславським.